# Sediul Central al Națiunilor Unite
Sediul central al Organizației Națiunilor Unite este un complex distinctiv în New York, care servește ca sediu al Organizației Națiunilor Unite încă de la finalizarea sa, în 1950. Acesta este situat în cartierul Turtle Bay, pe partea de est a Midtown Manhattan, pe o zonă spațioasă cu vedere spre East River. Deși se află în New York, zona ocupată de Organizația Națiunilor Unite este considerat teritoriu internațional și granițele sale sunt: în partea de vest Avenue, East 42 Street, la sud, est 48th Street, la nord și de la est, East River..

## Caracterul internațional
Sediul Organizației Națiunilor Unite este o zonă extra-națională, asemenea ambasadelor. Acest lucru afectează aplicarea unor legi în fața normelor ONU, față de legile din New York City, dar nu oferă imunitate la crimele care au loc acolo. În plus, sediul Organizației Națiunilor Unite rămâne sub jurisdicția și legile din Statele Unite, deși câțiva membri ai personalului ONU au imunitate diplomatică și deci nu pot fi judecate de către instanțele locale cu excepția cazului în care se renunța la imunitatea diplomatică din partea Secretarului General. În plus, Organizația Națiunilor Unite Sediul rămâne sub jurisdicția și legilor din Statele Unite, deși câțiva membri ai personalului ONU au imunitate diplomatică și deci nu pot fi judecate de către instanțele locale cu excepția cazului în care se renunța la imunitatea diplomatică de către Secretarul General.

### Varia
Moneda utilizată la sediul Organizației Națiunilor Unite este moneda națională a SUA (dolarii americani). Engleza și franceza sunt limbile de lucru ale Organizației Națiunilor Unite, de exemplu, cele mai vorbite limbi zilnic în Secretariatul General sunt în limbile franceză și engleză.